# Čestmír Vlček
Ing. Čestmír Vlček (* 31. ledna 1953) je český politik, v letech 2001 až 2002 primátor statutárního města Ostravy, v letech 1990 až 1998 starosta Městského obvodu Radvanice a Bartovice, člen ODS.

## Život
Je absolventem Fakulty strojní Vysokého učení technického v Brně. Osm let vykonával funkci starosty městského obvodu Radvanice a Bartovice, v roce 1998 byl zvolen náměstkem primátora pro životní prostředí. Dne 31. ledna 2001 byl tajným hlasováním zastupitelstva města zvolen novým ostravským primátorem poté, co Evžen Tošenovský rezignoval na svou funkci po zvolení krajským hejtmanem. Během jeho mandátu proběhlo v Ostravě Mistrovství Evropy ve volejbale mužů, došlo k otevření tramvajové vozovny v Křivé ulici a byly zrekonstruovány Městské lázně na Sokolské třídě. Ostrava získala vlastnická práva na ČEZ Arénu, hokejovou halu Ledňáček a stadion SSK Vítkovice. V Muglinově byla otevřena Vesnička soužití a na Černé louce uveden do provozu nový pavilon. Byla také podepsána dohoda o partnerství a spolupráci s americkým Pittsburghem. V současné době (duben 2008) pracuje ve společnosti Povodí Odry jako personální ředitel.